# چکر ماراتن
چکر ماراتن (Checker Marathon) خودرویی است که در سال‌های ۱۹۶۱ تا ۱۹۸۲در کالامازو تولید شده‌است. 
طراحی آن خودروهای موتور جلو-محور عقب بوده است. 

## نگارخانه

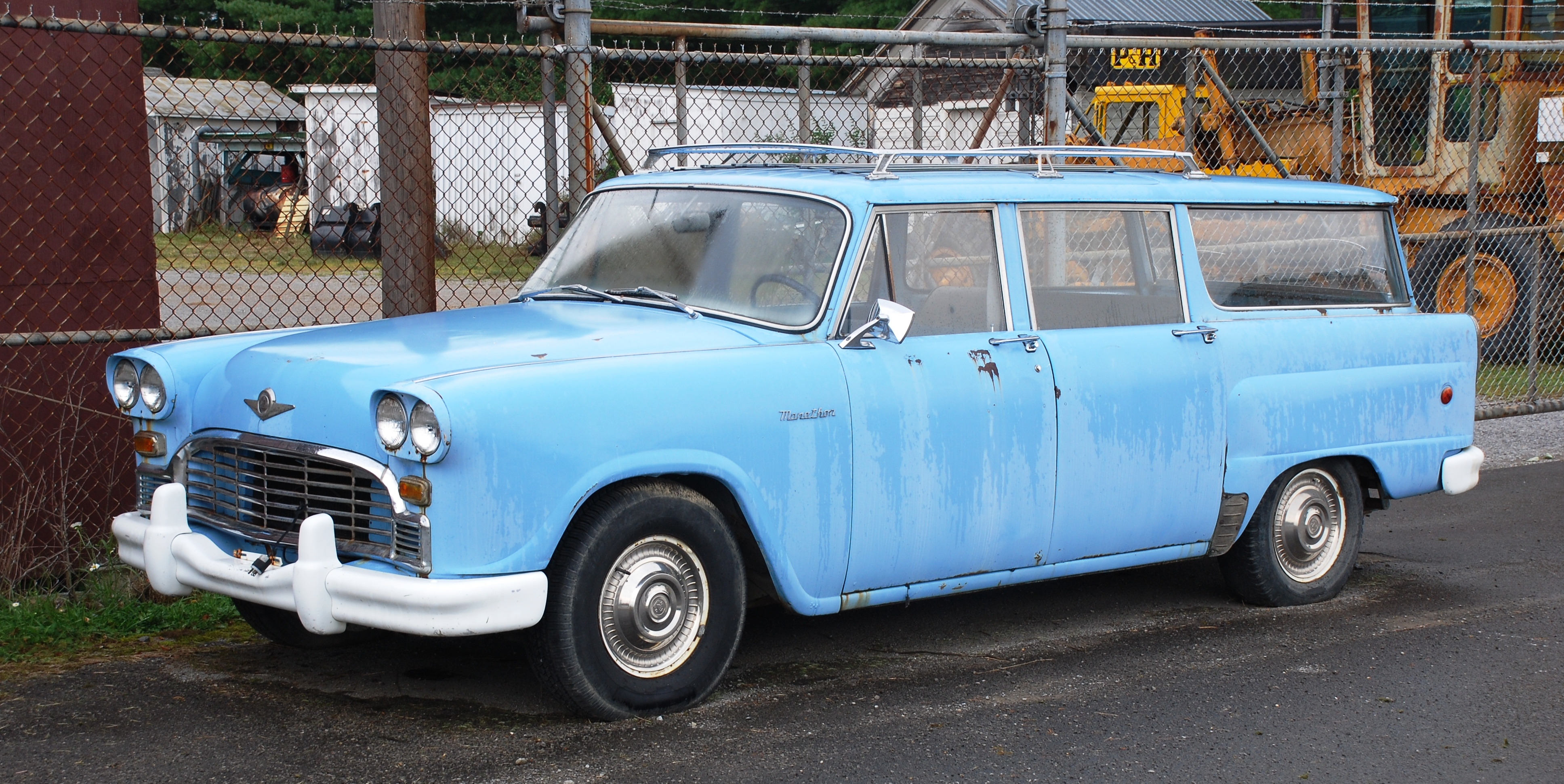
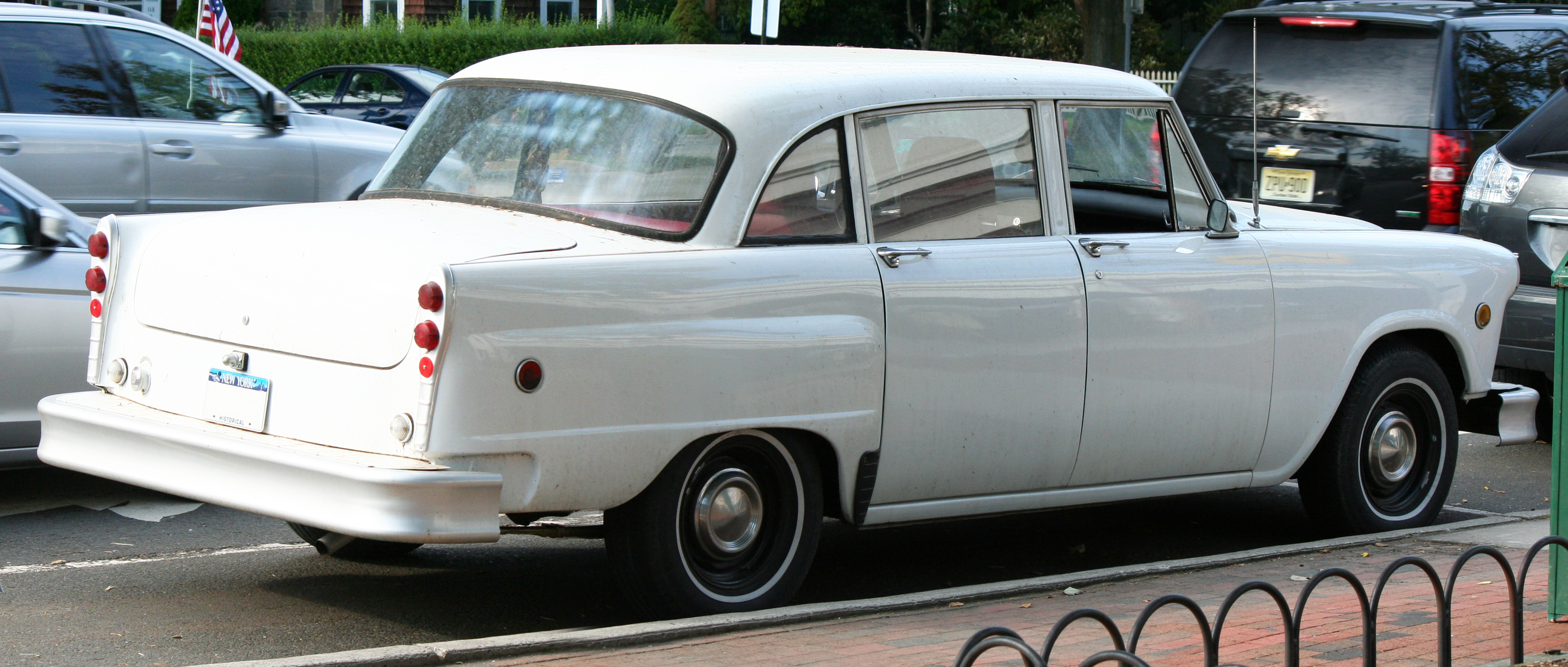
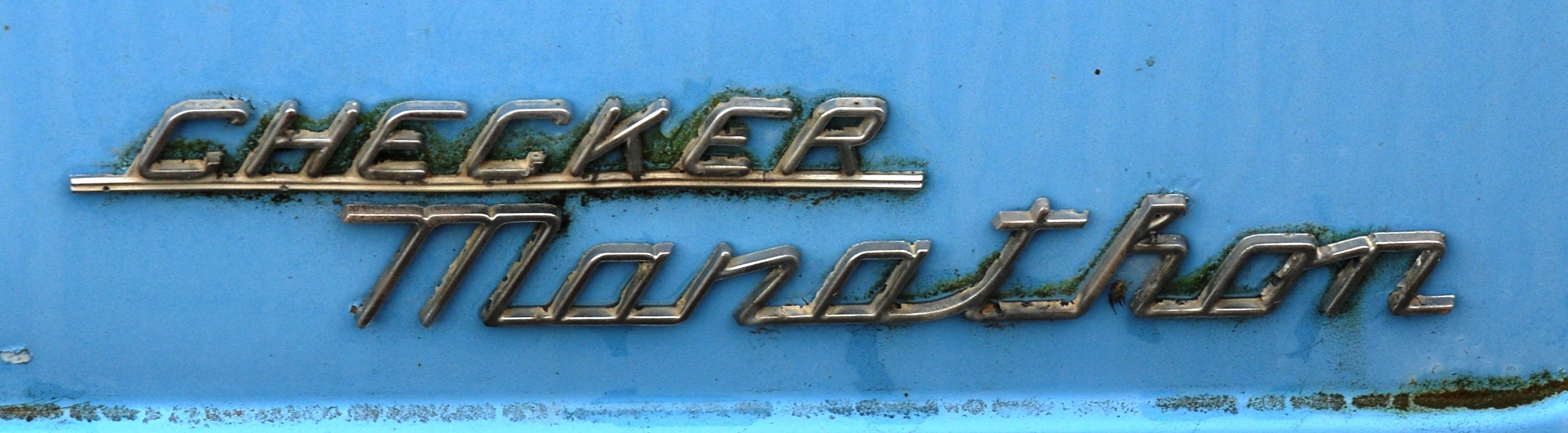